# Контрево
Контрево (фр. Contrevoz) је насељено место у Француској у региону Рона-Алпи, у департману Ен (Рона-Алпи).
По подацима из 2011. године у општини је живело 538 становника, а густина насељености је износила 37,94 становника/km².

## Демографија
| 1962. | 1968. | 1975. | 1982. | 1990. | 2011. |
| ----- | ----- | ----- | ----- | ----- | ----- |
| 321   | 297   | 289   | 376   | 416   | 538   |